# Heteronebo dominicus
Espèce
Synonymes
- Cazierius dominicus (Armas, 1981)

Heteronebo dominicus est une espèce de scorpions de la famille des Diplocentridae.

## Distribution
Cette espèce est endémique  de la province de Pedernales en République dominicaine. Elle se rencontre dans la Sierra de Baoruco.

## Étymologie
Son nom d'espèce lui a été donné en référence au lieu de sa découverte, la République dominicaine.

## Publication originale
- Armas, 1981 : Primeros hallazgos de la familia Diplocentridae (Arachnida: Scorpionida) en la Espanola. Poeyana, no 213, p. 1-12.